# Baronne Staffe
Blanche-Augustine-Angèle Soyer est une femme écrivain française, connue sous le nom de plume de baronne Staffe, née à Givet le 7 février 1843 et morte à Savigny-sur-Orge le 17 août 1911.
Elle s'est illustrée pour ses ouvrages essentiellement destinés à un public féminin et pour son best-seller, Usages du monde : règles du savoir-vivre dans la société moderne, qui inspirera un siècle plus tard le texte homonyme de Jean-Luc Lagarce.

## Biographie
Outre les Usages du monde, la baronne Staffe a beaucoup écrit sur les bonnes manières dans la société bourgeoise de la fin du XIXe siècle. Elle explique par exemple qu'« il faut faire intervenir son moi le moins possible, c'est presque toujours un sujet gênant ou ennuyeux pour autrui ».
« Baronne Staffe » est le nom de plume de Blanche Soyer, née en 1843 dans les Ardennes. Si le titre nobiliaire était nécessaire pour crédibiliser ses préceptes et son propos, représentant le signe le plus manifeste d’appartenance à un milieu social considéré comme une référence en matière de savoir-vivre et de bienséance, « Staffe » est le nom de jeune fille de sa grand-mère maternelle, Anne Joseph Staffe, mariée à Givet en 1816 avec Jean Joseph Fenaux. 
Elle appartient à une famille de militaires. Elle est la fille de Jean-Baptiste Soyer, capitaine au 46e régiment d'infanterie de ligne (1844-1847), décédé en 1879, et Henriette Joséphine Félicité Fenaux, décédée en 1874, qui résidaient à Paris rue Vaneau (7e arrondissement). Son deuil est conduit par des membres de sa famille, dont ses frères les généraux Albert et Auguste Soyer, respectivement nés à Caen en 1844 et à la Roche-sur-Yon en 1847. Ses liens avec l'armée expliquent les étonnantes métaphores militaires dont use la baronne pour traduire certaines circonstances. Au chapitre « Divers », à la rubrique « La timidité et l'aisance » de ses Usages, elle compare le malaise de son lectorat qui fait son entrée dans le monde à : « […] la situation d'un jeune soldat qui va au feu. Une balle siffle à son oreille, […] un obus éclate… loin de lui, il courbe la tête. À la seconde bataille, il frissonne un peu moins fort. À la troisième, il tressaille à peine. Puis le voilà qui s'aguerrit, au point de plaisanter les boulets, en leur ôtant son képi […]. Il est crâne, il est gai, l'habitude en fait un vrai troupier ».
Ses affinités avec l'armée jettent aussi un éclairage nouveau sur l'avant-propos de ce même manuel qui est un éloge à « la généreuse courtoisie française, l'élégante urbanité, qu'on cherchera toujours à imiter hors frontières ». La publication de ce manuel coïncide, en 1889, avec l'apogée du boulangisme. Le général Boulanger incarnait alors l'espoir d'une réforme des institutions et surtout d'une revanche sur l'Allemagne, exacerbant ainsi la conscience patriotique de nombreux milieux, dont l'armée. En présentant la politesse comme une caractéristique de l'identité française, la baronne Staffe relayait et alimentait le nationalisme ambiant. Cette conjoncture politique n'est certainement pas étrangère au succès des Usages du monde. Règles du savoir-vivre dans la société moderne et de son auteure.
Elle a vécu avec deux de ses jeunes tantes à Savigny-sur-Orge, où elle finira sa vie. Mais celle-ci n'est cependant pas la vieille fille issue de la bourgeoisie de province, cloîtrée dans sa villa « Aimée », qu'on s'est souvent plu à décrire. Son activité éditoriale indique qu'elle entretenait des relations régulières avec le monde journalistique parisien.
Elle collabora en effet à différents périodiques populaires : entre 1892 et 1901, elle signa les « Notes mondaines » et « Gazette des cours » des Annales, sa signature se retrouvait également dans La Nouvelle revue, à la rubrique « Carnet mondain » entre 1895 et 1899. Elle donna quelques articles à la Revue illustrée entre 1892 et 1900, son nom apparut dans Paris-Mode et Paris-Province fondée par Élisa Bloch. 
Une indiscrétion de journaliste mentionne que celle-ci avait commencé « par écrire assez obscurément dans des journaux de modes, où ses chroniques plaisaient par un certain tour élégant et aimable. Un éditeur lui proposa de réécrire sur un plan nouveau, en l'accommodant aux mœurs modernes l'ouvrage classique de la comtesse de Bassanville ». 
Sa bibliographie se compose essentiellement de manuels et de guides à destination d’un public féminin ainsi qu'en témoigne le titre de nombre de ses ouvrages, La Maîtresse de maison (1892), La Femme dans la famille (1900) ou encore Les Hochets féminins : les pierres précieuses, les bijoux, la dentelle, la broderie, l'éventail, quelques autres superfluités (1902). Dans cette société en pleine mutation, la baronne Staffe souhaitait en effet incarner « l'éducatrice de la femme moderne ». Elle réédita et préfaça les écrits de la marquise de Lambert consacrés à l'éducation des jeunes gens : en 1896 parait L'Éducation des jeunes filles, avis de la Marquise de Lambert à sa fille puis De l'Éducation des jeunes gens, avis de la Marquise de Lambert à son fils. On compte peu d’écrits de fiction, mis à part Entre mère et fille (1890) et Spolié (1898) qui sont des recueils de nouvelles. Si elle admet la jupe courte — qui dégage la cheville — la baronne Staffe ne promeut à aucun moment l'émancipation féminine, partant du principe que « plus la femme est femme, plus l'homme l'aime » et que, « en vivant à la manière des hommes, les femmes sont bien près de rejeter toutes les sujétions imposées à leur sexe fort sagement, car elles préservaient de toutes atteintes nos meilleurs dons et les qualités qui nous faisaient aimer ».
Elle déconseille même à sa lectrice de chanter « une chose “drôle” ou “gaie”, [car] les hommes la traitent de “bon garçon”, lui parlent avec moins de retenue, la considèrent comme un “camarade” ». Emblématique de ce rapport entre les sexes, qui est également celui établi par la société, le thème proposé pour un bal masqué dans ses Usages du monde : « les femmes en colombes, hirondelles, fauvettes ; les hommes en oiseaux de proie ».

## Ouvrages
- Usages du Monde - Règles du savoir-vivre dans la société moderne, V. Havard, Paris, 1889 ; adapté en 1994 par Jean-Luc Lagarce[10].
- De l'éducation des jeunes gens : avis de la marquise de Lambert à son fils, Paris, E. Rouveyre, « Bibliothèque d'éducation française », 1890.
- De l'éducation des jeunes filles : avis de la marquise de Lambert à sa fille, Paris, E. Rouveyre, « Bibliothèque d'éducation française », 1890.
- De la nécessité et des moyens de plaire enseignés par Moncrif, Paris, E. Rouveyre, « Bibliothèque d'éducation française », 1890.
- Entre mère et fille [recueil de nouvelles], Paris, V. Havard, 1890[11].
- Le Cabinet de Toilette, Paris, V. Havard, 1891.
- La véritable élégance, 1892.
- La Maîtresse de Maison [et l'art de recevoir chez soi], Paris, V. Havard, 1892.
- Traditions Culinaires et l'art de manger toutes choses à table, Paris, L. Chailley, 1893.
- La Correspondance [dans toutes les circonstances de la vie], Paris, G. Havard, 1894.
- Développement des facultés morales pour jeunes gens et jeunes filles, 1895.
- Mes Secrets [pour plaire et pour être aimée], Paris, V. Havard, 1896.
- Les pierres précieuses et les bijoux, Chamuel, « Bibliothèque de l'élégance féminine », 1896.
- Spolié [recueil de nouvelles], Paris, G. Havard, « Nouvelle bibliothèque d'une jeune fille », 1898.
- Supplément aux Usages du Monde, Paris, G. Havard, 1899.
- La Femme dans la Famille [La fille, l'épouse, la mère], 1900.
- Au chevet des malades, GD, « Bibliothèque des conseils pratiques », 1901.
- Les Hochets Féminins, Paris, E. Flammarion, 1902.
- Pour augmenter son Bien-Être, Paris, E. Flammarion, 1902.
- Indications pratiques pour réussir dans le Monde, dans la vie, Paris, E. Flammarion, 1906.
- Indications pratiques pour obtenir un brevet de femme chic, Paris, E. Flammarion, 1907.
- Indications pratiques concernant l'élégance du vêtement féminin, Paris, E. Flammarion, 1908.
- Agenda de la Baronne Staffe pour 1896, Havard, 1896.
- Agenda de la Baronne Staffe pour 1897, Havard, 1897.
- Agenda de la Baronne Staffe pour 1898, Havard, 1898.
- Agenda de la Baronne Staffe pour 1899, Havard, 1899.
- Plaisirs de châteaux et de grandes maisons - Embellissement du logis, Paris, E. Flammarion, 1920.